# 마쓰자키 가이
마쓰자키 가이(일본어: 松崎 快, 1997년 11월 22일~)는 일본의 축구 선수이다.

## 구단 경력
그는 2020년 J2리그의 미토 홀리호크에 입단했다. 2021년까지 74경기에 출전하여, 9득점을 넣었다. 2022년 J1리그의 우라와 레즈로 이적했다. 2023년 7월 J2리그의 베갈타 센다이로 이적했다. 2024년 시미즈 에스펄스로 이적했다. 2024년 J2리그 우승으로 J1리그로 승격했다.